# Rechter Tie

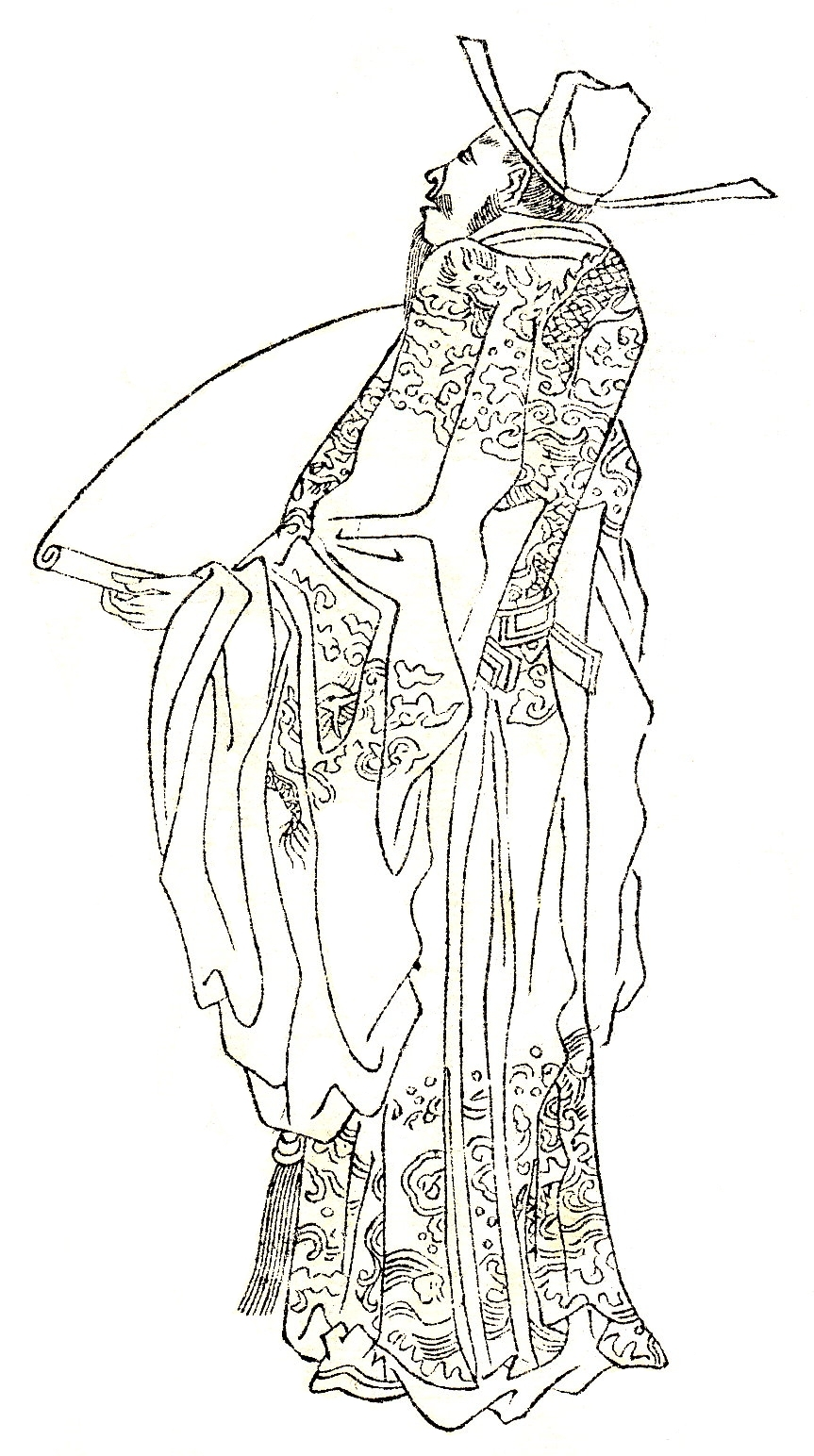
Di Renjie

Di Renjie (630-700), beter bekend als Rechter Tie, was een Chinees ambtenaar uit de Tang-dynastie. Hij is vooral bekend geworden door de Rechter Tie-boeken van Robert van Gulik, die in de jaren 60 een reeks van 17 misdaadromans heeft geschreven met Rechter Tie als hoofdpersoon.
Na een succesvolle loopbaan als prefect in verschillende steden kreeg Di Renjie een post in de hoofdstad, waar hij als een van de hoogste ambtenaren van China werkte voor keizerin Wu. Het lukt hem haar nog van enige wreedheden af te kunnen houden.
Al in de 18e eeuw is er een verhaal over Rechter Tie geschreven. Van Gulik schreef in de 20e eeuw 17 romans met Rechter Tie in de hoofdrol. In chronologische volgorde zijn dit:
- De vergiftigde bruid
- Fantoom in Foe-lai
- Het Chinese lakscherm
- Meer van Mien-yuan
- Het spookklooster
- Klokken van Kao-yang
- Halssnoer en kalebas
- De parel van de keizer
- Het rode paviljoen
- Moord op het maanfeest
- Labyrint in Lan-fang
- Het spook in de tempel
- Nagels in Ning-tsjo
- De nacht van de tijger
- Het wilgenpatroon
- Moord in Canton
- Vijf gelukbrengende wolken
- Zes zaken voor Rechter Tie
- Vier vingers (boekenweekgeschenk 1964)

Sinds de jaren 90 verschijnen Rechter Tie verhalen van de hand van de Franse schrijver Frédéric Lenormand. Tot nu toe werden 21 romans met "Enquêtes du juge Ti" uitgegeven bij éditions Fayard. Hier volgt de volledige lijst:
- Het kasteel aan het meer van Tsjoe An (Le château du lac Tchou-an)
- De nacht van de rechters (La nuit des juges)
- Mindere moorden onder monniken (Petits meurtres entre moines)
- Het paleis van de hofdames (Le palais des courtisanes)
- Een zaak voor mevrouw Ti (Madame Ti mène l'enquête)
- De dood van een Chinese kok (Mort d'un cuisinier chinois)
- De subtiele kunst van het rouwen (L'art délicat du deuil)
- De dood van een go-meester (Mort d'un maître de Go)
- Tien Chinese duiveltjes (Dix petits démons chinois)
- Chinees recept voor huurmoordenaars (Médecine chinoise à l'usage des assassins)
- Overlevingsgids voor een rechter in China (Guide de survie d'un juge en Chine)
- Rumoer op de Grote Muur (Panique sur la Grande Muraille)
- Le mystère du jardin chinois
- Diplomatie en kimono
- Un Chinois ne ment jamais
- Divorce à la chinoise
- Meurtres sur le Fleuve jaune
- La Longue Marche du juge Ti
- L'Enigme du dragon d'or
- Le bon, la brute et le juge Ti

Behalve in het Frans verschenen verschillende titels ook in het Spaans, Portugees en Tsjechisch. Er zijn nog geen vertalingen in het Nederlands.